# Ove Gude

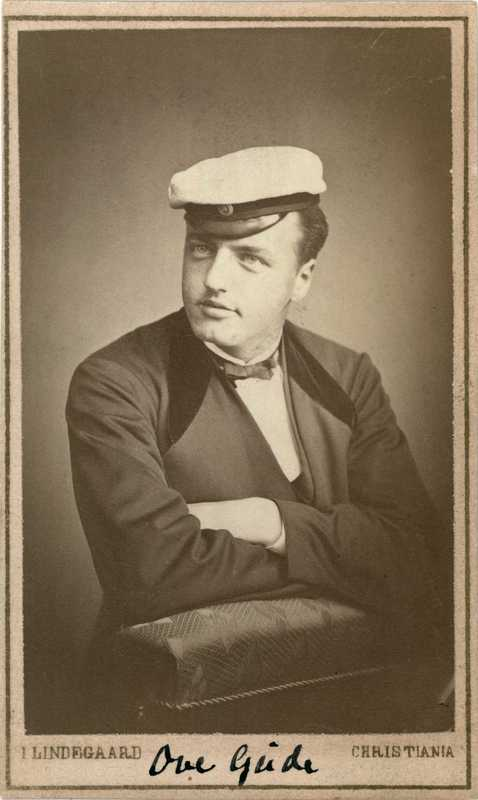
Ove Gude als Student (ca. 1876)

Ove Gude (* 11. September 1853 in Düsseldorf; † 1. Juli 1910 in West Virginia, Vereinigte Staaten) war ein schwedisch-norwegischer Diplomat.

## Beruf
Ove Gude war Bachelor der Rechtswissenschaften der Universität in Kristiania. Im Jahr 1877 trat er in den diplomatischen Dienst ein. Er wurde 1884 Gesandtschaftssekretär in Berlin und 1891 in London. Gude wurde als „Minister“ 1897/1898 mit einer besonderen Mission in Japan und
China betraut. Die Ernennung zum Gesandten in Madrid, Spanien erfolgte 1897. Im Jahr 1902 wechselte er nach Kopenhagen, Dänemark. Mit der Auflösung der Union stand 1905 sein Posten zur Disposition. Im Jahre 1908 wurde Gude norwegischer Gesandter in den Vereinigten Staaten.
Ove Gude wurde im Familiengrab seines Vaters im Ehrenhain von Vår Frelsers Gravlund in Oslo beigesetzt.

## Familie

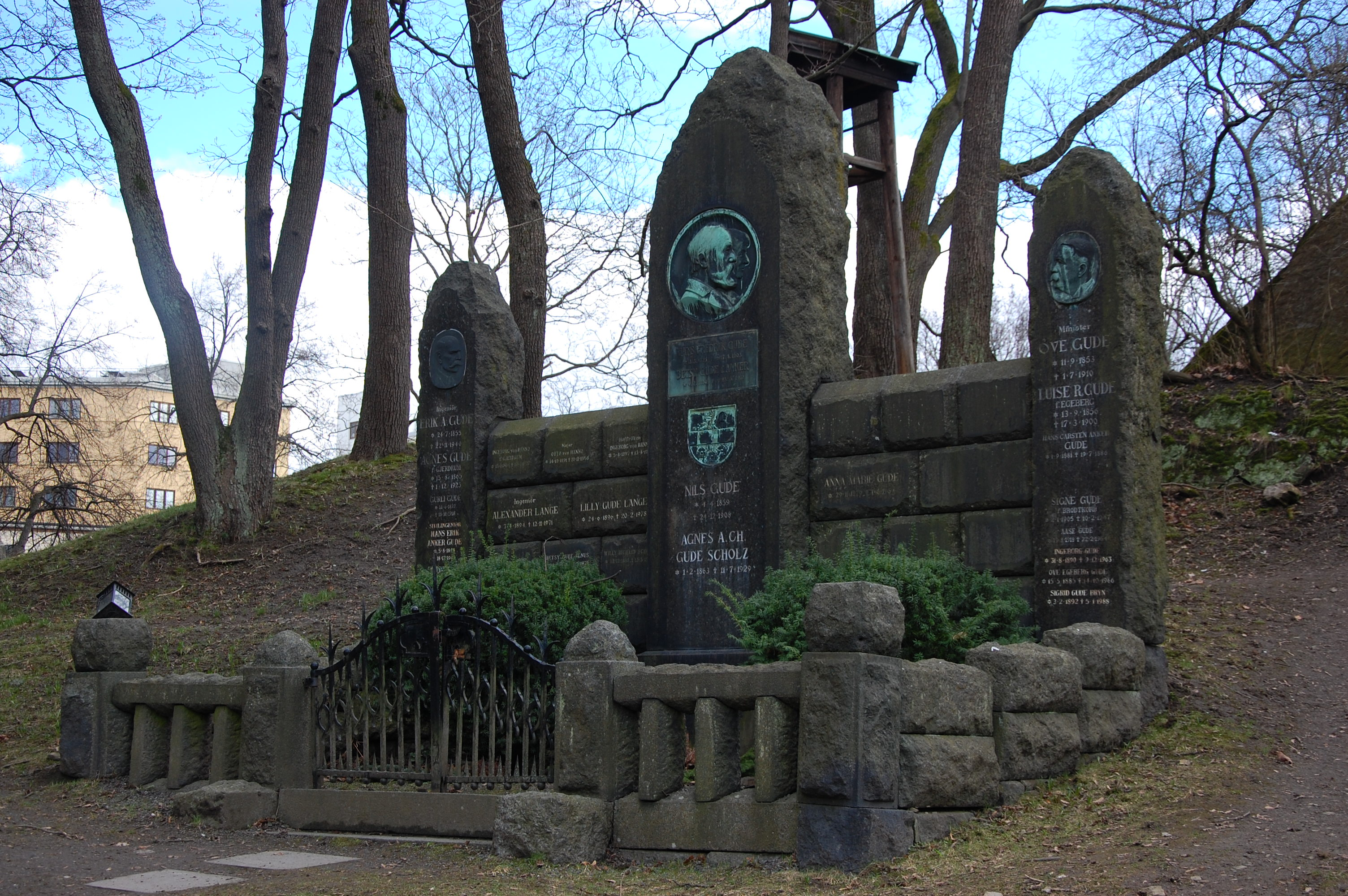
Familiengrab von Hans Fredrik Gude und seinen Nachkommen

Ove Gude heiratete in erster Ehe Luise „Lilly“ Egeberg (1856–1900). Das Paar hatte vier Kinder: Hans Carsten Anker Gude (1880–1886), Ove Egeberg Gude (1885–1966), „Ingse“ Ingeborg, verheiratete Caprino (1890–1963) und „Simba“ Sigrid, verheiratete Sandemose (1892–1988). In zweiter Ehe heiratete er Elna de Stjernholm  (1870–1954). Ove Gude war Sohn des Malers Hans Fredrik Gude (1825–1903) und der Betsy Charlotte Juliane geb. Anker (1830–1912). Seine Geschwister waren die Maler Nils Gude (1859–1908), Agnes Charlotte Gude (1863–1929) und Sigrid, verheiratet mit dem Bildhauer Otto Lessing. Die Familie Gude stammte aus Rendsburg.